# جورج ديفيز (لاعب كرة قدم)
جورج ديفيز (بالإنجليزية: George Davies) (و. 1996  م) هو لاعب كرة قدم، من سيراليون، ولد في فريتاون، يلعب كلاعب وسط.

## روابط خارجية
- جورج ديفيز على موقع الاتحاد الدولي (مؤرشف)  (الإنجليزية)
- جورج ديفيز على موقع قاعدة بيانات كرة القدم.إي يو (الإنجليزية)
- جورج ديفيز على موقع ناشيونال فوتبول تيمز (الإنجليزية)
- جورج ديفيز على موقع Soccerway.com (الإنجليزية)
- جورج ديفيز على موقع عالم كرة القدم.نت (الإنجليزية)